# Micah Hilton
Micah Hilton (2 ottobre 1985) è un calciatore montserratiano, di ruolo portiere del PC United e della nazionale Montserrattese.

## Carriera

### Club
Dal 2010 gioca nel PC United

### Nazionale
Ha esordito in Nazionale nel 2010, disputando poi una partita valida per le qualificazioni ai Mondiali 2014.